# Ferhad Ayaz
Ferhad Ayaz, né le 10 octobre 1994 à Nusaybin, est un footballeur Kurde suédois. Il évolue au poste d'ailier.

## Biographie
Ayaz joue dans les sections juniors des clubs de Karlslunds IF HFK et IFK Kristinehamn avant de rejoindre Degerfors IF en 2012. Au cours de l'année 2012, il est admis dans l'équipe professionnelle et gagne progressivement une place de titulaire.
Comme il n'est pas seulement de nationalité suédoise mais aussi turque et qu'il y a un contingent très limité d'étrangers dans les ligues professionnelles turques, les footballeurs turcs d'origine turque jouant dans les championnats étrangers sont attirés par les clubs turcs. Dans ces conditions, Ayaz est devenu en janvier 2015 un joueur de Gaziantepspor, club de première division. En mai 2016, il quitte ce club et part pour l'Örebro SK.